# Northmavine
Northmavine o Northmaven (en norrè: Norðan Mæfeið, "la terra al nord del Mavis Grind") és una gran península que sobresurt al nord-oest de l'illa de Mainland, a les Shetland. La península ha format històricament la parròquia civil de Northmavine, i l'àrea moderna del consell comunitari de Northmavine té la mateixa extensió. L'àrea de la parròquia és de 204,1 km².

## Descripció
La península de Northmavine mesura 26 x 13 km. Es troba al nord-oest de l'illa de Mainland i les poblacions més importants són Hillswick, Ollaberry i North Roe. La parròquia civil, escrita Northmaven, comprèn també diverses illes adjacents.

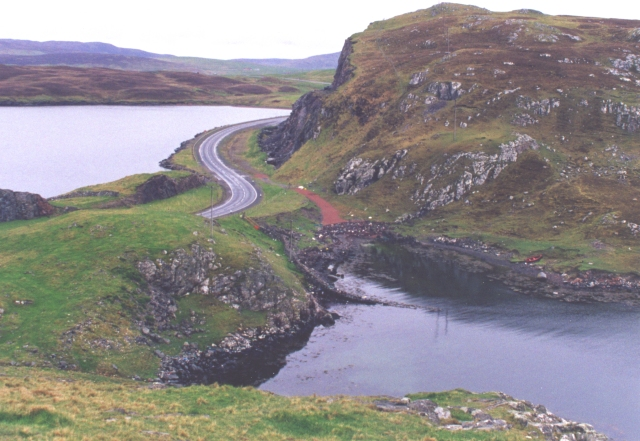
Istme de Mavis Grind.

Un istme, Mavis Grind (Mæfeiðs grind), d'uns cent metres d'ample, forma l'única connexió amb la resta de l'illa. La costa està esquitxada per nombroses badies i està formada en gran part per roques altes i escarpades. Té una sèrie de penya-segats alts, fissurats i cavernosos a la costa oest i està format per molts esculls, illots i roques costaneres. L'interior té una quantitat molt reduïda de terra de conreu; consisteix principalment de terrenys accidentats i elevats, que inclou Ronas Hill, el punt més alt de totes les Shetland amb els seus 450 metres.
El far d'Esha Ness, construït el 1929, està situat a la península de Northmavine. El Museu Tangwick Haa conserva la història de Northmavine. També hi són nombroses les restes d'antigues cases de guarda i restes de túmuls i forts.

## Població
En el cens de població provisional realitzat el març de 2017, la població de Northmavine era de 741 persones, la qual cosa donava una densitat de població de 3,6 per km², que és la segona més baixa de les Shetland, després de Fetlar.
| 1931 | ... | 1961 | 1971 | 1981 | 1991 | 2001 | 2011 |
| ---- | --- | ---- | ---- | ---- | ---- | ---- | ---- |
| 1343 | ... | 816  | 696  | 898  | 878  | 841  | 741  |